# 艾蘇德·卡萊貝克
艾蘇德·卡萊貝克（土耳其語：Asude Kalebek，1999年6月18日—），為土耳其女演員及模特兒。因主演2021年Netflix的年代劇《愛在俱樂部》的"Rasel Aseo"一角而為人熟知。

## 早期生活
Asude於1999年6月18日出生於土耳其阿達納。目前就讀於海峽大學的翻譯研究系。

## 演藝經歷
2021年，Asude在Netflix的年代劇《愛在俱樂部》中首度亮相，並憑藉在劇中的亮眼表現，使她的知名度漸升。
2023年，搭檔烏拉茲·凱吉拉羅格盧與潔姆芮·白塞爾共同主演Star TV的懸疑愛情劇《匿愛迷情》。

## 作品列表

### 電視劇
| 首播年份 | 戲名         | 戲名   | 播放平台 | 角色 | 備註 |
| 首播年份 | 譯名         | 原文名 | 播放平台 | 角色 | 備註 |
| 2023年   | 《匿愛迷情》 |        | Star TV  | Naz  | 主演 |

### 網路劇
| 首播年份 | 戲名           | 戲名   | 播放平台 | 角色       | 備註 |
| 首播年份 | 譯名           | 原文名 | 播放平台 | 角色       | 備註 |
| 2021年   | 《愛在俱樂部》 |        | Netflix  | Raşel Aseo | 主演 |

## 外部連結
- 艾蘇德·卡萊貝克的Instagram帳戶（土耳其文）